# Gregor Gatscher-Riedl

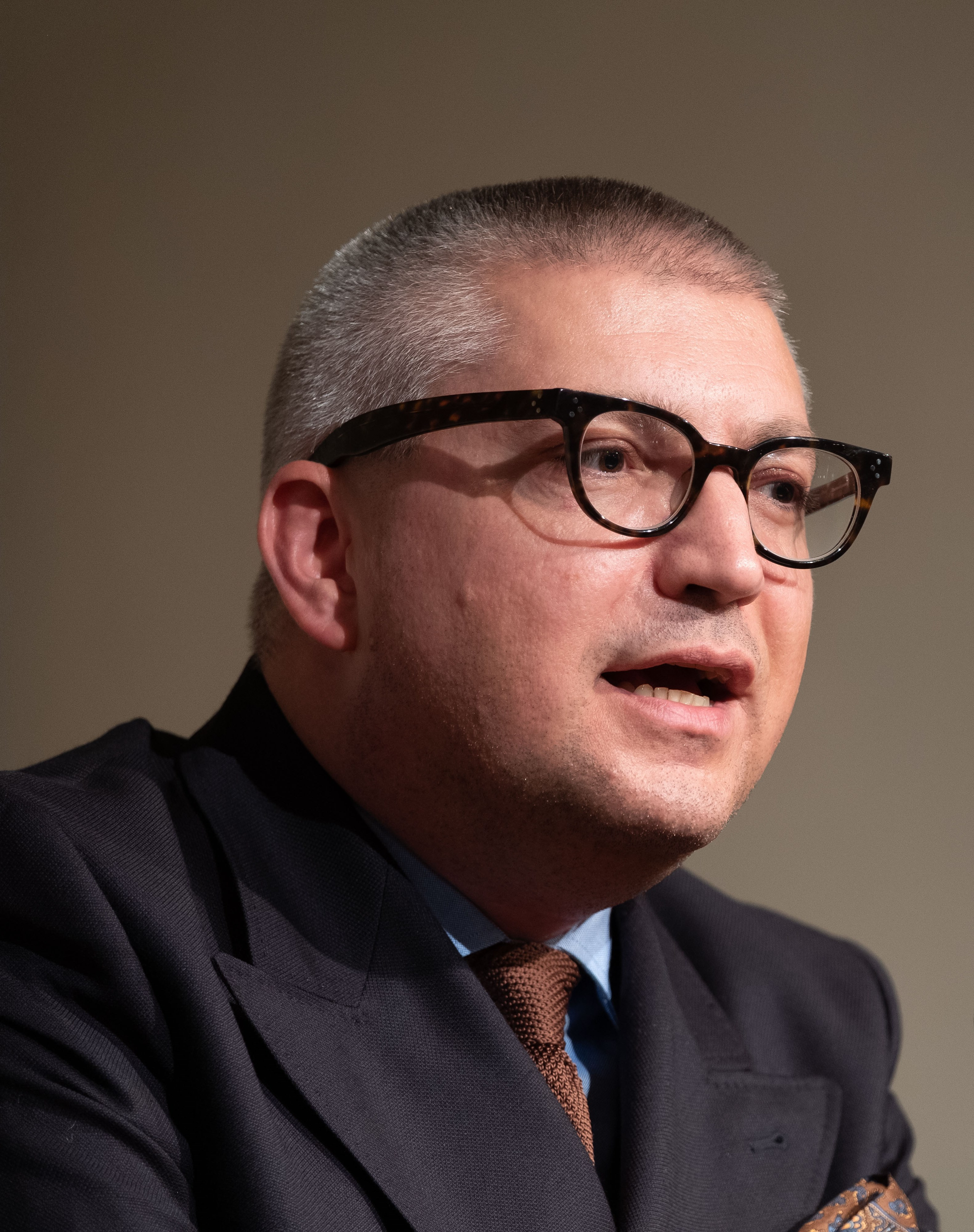
Gregor Gatscher-Riedl (2019)

Gregor Gatscher-Riedl (* 25. November 1974 in Mödling) ist ein österreichischer Historiker, Journalist und Archivar.

## Leben
Gatscher-Riedl besuchte in Perchtoldsdorf die Volksschule und das neusprachliche Bundesgymnasium und Bundesrealgymnasium Perchtoldsdorf. Die Sponsion zum Mag. phil. in Geschichte und Politikwissenschaft war 2002. 2008 wurde er an der Universität Wien „mit Auszeichnung“ zum Dr. phil. in Philosophie und Geschichte promoviert. Am Hans-Sachs-Institut in Wels (2024 aufgelöst) absolvierte er 2010 den Lehrgang zum Master of Public Administration. Er ist Mitglied der Katholischen Schülerverbindung Sonnberg Perchtoldsdorf (1991), der Katholischen Schülerverbindung Joannea Weiz (beide im Mittelschüler-Kartellverband) und der Katholischen Österreichischen Studentenverbindung Nibelungia Wien im Österreichischen Cartellverband (1994).
Seit 1999 leitet er das Archiv von Perchtoldsdorf. 
Bei der Raiffeisenregionalbank Mödling eGen ist er Genossenschaftliches Vorstandsmitglied.

## Auszeichnungen
- Orden des heiligen Joseph (Toskana), Ritter (2015)[5]
- Silbernes Verdienstzeichen der Republik Österreich (2016)[6]

## Werke (Auswahl)

### Monografien
- 50 Jahre Perchtoldsdorfer Volkspartei. Die Geschichte. Perchtoldsdorf 2004.
- Jüdisches Leben in Perchtoldsdorf. Von den Anfängen im Mittelalter bis zur Auslöschung in der Schoah (Schriften des Archivs der Marktgemeinde Perchtoldsdorf, Bd. 4). Marktgemeinde Perchtoldsdorf, Perchtoldsdorf 2008, ISBN 978-3-901316-22-7.
- In Hoc Signo Vinces. Die Geschichte des Heiligen Konstantinischen Ritterordens vom Heiligen Georg: Zwischen religiösem Mythos und politischem Anspruch von Byzanz nach Neapel. Die Geschichte des Heiligen Konstantinischen Ordens vom Heiligen Georg, hrsg. von Birol Kilic. Wien 2012, 2. Auflage 2022.
- „Haurer und Hiata“. Eine Geschichte des Perchtoldsdorfer Weinbaus in Bildern, hrsg. von Franz Distl und Franz Nigl. Schwarzach 2013.
- Wiener Feld (Niederösterreichische Kulturwege, Bd. 33, hg. von Willibald Rosner, St. Pölten 2014).
- Czernowitz – Klein-Wien am Ostrand der Monarchie: Ein k.u.k. Sehnsuchtsort. Kral Verlag, Berndorf 2017, ISBN 978-3-99024-690-0.
- Das Flottenalbum des Österreichischen Lloyd. Bilder und Verkehrsgeschichte aus Österreichs maritimer Vergangenheit. Kral Verlag, Berndorf 2017, ISBN 978-3-99024-682-5.
- Triest – K.u.k. Sehnsuchtsort und Altösterreichs Hafen zur Welt. Kral Verlag Berndorf 2016, 2. Auflage, 2017, 3. Auflage 2019, ISBN 978-3-99024-718-1.
- Karlsbad – Franzensbad – Marienbad: Sprudelnde Eleganz im Bäderdreieck. Kral Verlag, Berndorf 2018, ISBN 978-3-99024-765-5.
- Die k.u.k. Adria in Farbe: Bilder einer Reise ans Meer um 1900. Kral Verlag, Berndorf 2018, ISBN 978-3-99024-764-8
- Bahnen im Süden Wiens. Auf Schienen durch den Bezirk Mödling. Berndorf 2015, 2. Auflage 2018, ISBN 978-3-99024-303-9.
- Wege zum Wein I – Von der Thermenlinie ins Weinviertel (Niederösterreichische Kulturwege, hrsg. von Elisabeth Loinig). Niederösterreichisches Institut für Landeskunde, St. Pölten 2019, ISBN 978-3-903127-19-7.
- Wege zum Wein II – Durch Täler und Terrassen (Niederösterreichische Kulturwege, hrsg. von Elisabeth Loinig). Niederösterreichisches Institut für Landeskunde, St. Pölten 2019.
- Rot-weiß-rot über den Atlantik: Die Geschichte der Austro-Americana. Kral Verlag, Berndorf 2019, ISBN 978-3-99024-824-9.
- Lemberg: k. u. k. Sehnsuchtsort und Weltstadt in Galizien. Kral Verlag, Berndorf 2019, ISBN 978-3-99024-777-8.
- k. u. k. Sehnsuchtsort Istrien: Mediterraner Mikrokosmos zwischen Muggia und Abbazia. Kral Verlag, Berndorf 2020, 2. Auflage 2023, ISBN 978-3-99024-917-8.
- Perchtoldsdorfer Miniaturen. Berichte zur Geschichte. Heimat-Verlag, Schwarzach 2020.
- Von Habsburg zu Herzl. Jüdische Studentenkultur in Mitteleuropa 1848–1948. Kral Verlag, Berndorf 2021, ISBN 978-3-99024-954-3.
- Theater in Niederösterreich. (Niederösterreichische Kulturwege, hrsg. von Elisabeth Loinig). Niederösterreichisches Institut für Landeskunde, St. Pölten 2021, ISBN 978-3-903127-24-1.
- Prag: k.u.k. Sehnsuchtsort und Mitteleuropas heimliche Hauptstadt. Kral Verlag, Berndorf 2022, ISBN 978-3-99103-073-7.
- Dampfer unter dem Doppeladler. Handelsschiffe und Reedereien in der Habsburgermonarchie. Kral Verlag, Berndorf 2022, ISBN 978-3-99103-074-4.
- Mödlinger Mosaik. Talente – Schicksale – Stadtgeschichte. Kral Verlag, Berndorf 2023, ISBN 978-3-99103-125-3.
- Jüdische Spuren in Niederösterreich. (Niederösterreichische Kulturwege, hrsg. von Elisabeth Loinig). Niederösterreichisches Institut für Landeskunde, St. Pölten 2023, ISBN 978-3-903127-30-2.
- k.u.k. Sehnsuchtsort Gastein: Habsburgs Heilbad im Hochgebirge. Kral Verlag, Berndorf 2024, ISBN 978-3-99103-173-4.

### Mitautor, Herausgeber, Bearbeiter
- mit Marc-Björn Legat: Die siebenbürgischen Schülerrepubliken – Der „Coetus“ als Solidar- und Interessensgemeinschaft an den sächsischen evangelischen Oberschulen. Vehling-Verlag, Graz 2025, ISBN 978-3-85333-366-2.
- mit Wolfgang Krug: Rund um den Turm. Perchtoldsdorf - Ein Malerparadies. Weitra: art edition im Verlag Bibliothek der Provinz 2024, ISBN 978-3-99126-325-8.
- mit Günter Fuhrmann: K.u.k. Sehnsuchtsort Wien. Metamorphosen zur Millionenstadt. KRAL Verlag, Berndorf 2023, ISBN 978-3-99103-147-5.
- mit Frà Ludwig Call: Weißes Kreuz auf rotem Grund. Der Malteserorden zwischen Mittelmeer und Mitteleuropa. Tyrolia-Verlag, Innsbruck 2021, ISBN 978-3-7022-3877-3.
- mit Harald Eschenlor: Perchtoldsdorf einst & heute. Ortsansichten aus drei Jahrhunderten. drei Teile. Schwarzach 2012, 2014, 2016.
- mit Mario Strigl: Die roten Ritter. Zwischen Medici, Habsburgern und den Osmanen: Die Orden und Auszeichnungen des Großherzogtums Toskana. (= Forschungen zu Orient und Okzident. 2). Wien 2014.
- „Dem Glauben treu, dem Kaiser und dem Lande!“ 80 Jahre akademischer Bund katholisch-österreichischer Landsmannschaften – 75 Jahre Widerstand und Kampf für ein unabhängiges Österreich. Wien 2013.
- mit Johannes Seidl: Von Menschen und Häusern in Perchtoldsdorf. Zur Besitzgeschichte des Hausbestandes einer niederösterreichischen Kleinstadt. (= Schriften des Archivs der Marktgemeinde Perchtoldsdorf. Bd. 5). Perchtoldsdorf 2013.
- 50 Jahre wiedererrichtete Marktgemeinde Perchtoldsdorf. Ein Beitrag zum Jubiläums- und Gedenkjahr 2004. Perchtoldsdorf 2005.
- mit Christine Mitterwenger-Fessl: Perchtoldsdorfer Straßenlexikon. Straßennamen erzählen Geschichte. Perchtoldsdorf 2004.
- Perchtoldsdorfer Heimatmappe. 4 Auflagen. Perchtoldsdorf 1999, 2004.
- mit Johannes Seidl und Hermann Steininger: Historische Bibliographie des Marktes Perchtoldsdorf (Schriften des Archivs der Marktgemeinde Perchtoldsdorf, Bd. 2). Perchtoldsdorf 1997.